# Браунсвілл (Орегон)
Браунсвілл (англ. Brownsville) — місто (англ. city) в США, в окрузі Линн штату Орегон. Населення — 1694 особи (2020).

## Географія
Браунсвілл розташований за координатами 44°23′32″ пн. ш. 122°59′0″ зх. д. / 44.39222° пн. ш. 122.98333° зх. д. (44.392262, -122.983388).  За даними Бюро перепису населення США в 2010 році місто мало площу 3,47 км², уся площа — суходіл.

## Демографія
Згідно з переписом 2010 року, у місті мешкало 1668 осіб у 639 домогосподарствах у складі 461 родини. Густота населення становила 481 особа/км².  Було 685 помешкань (198/км²).
Расовий склад населення:
| - 93,8 % — білих - 1,2 % — корінних американців - 0,5 % — азіатів - 0,3 % — чорних або афроамериканців |

До двох чи більше рас належало 3,3 %. Частка іспаномовних становила 4,1 % від усіх жителів.
За віковим діапазоном населення розподілялося таким чином: 25,2 % — особи молодші 18 років, 61,4 % — особи у віці 18—64 років, 13,4 % — особи у віці 65 років та старші. Медіана віку мешканця становила 39,6 року. На 100 осіб жіночої статі у місті припадало 90,8 чоловіків;  на 100 жінок у віці від 18 років та старших — 91,6 чоловіків також старших 18 років.
Середній дохід на одне домашнє господарство  становив 58 932 долари США (медіана — 48 158), а середній дохід на одну сім'ю — 62 791 долар (медіана — 58 350). Медіана доходів становила 40 859 доларів для чоловіків та 35 446 доларів для жінок. За межею бідності перебувало 14,2 % осіб, у тому числі 20,9 % дітей у віці до 18 років та 9,9 % осіб у віці 65 років та старших.
Цивільне працевлаштоване населення становило 713 особи. Основні галузі зайнятості: освіта, охорона здоров'я та соціальна допомога — 21,9 %, будівництво — 17,8 %, роздрібна торгівля — 16,4 %.